# بشيرو جامبو
باشيرو جامبو (بالإنجليزية: Bashiru Gambo)‏ مواليد 24 سبتمبر 1978 في كوماسي، غانا هو لاعب كرة قدم غاني. لعب خمس سنوات مع شتوتغارت كيكرز، ولعب 123 مباراة وسجل 23 هدفا. بعد الهبوط إلى الدوري الألماني الدرجة الثالثة انتقل في موسم 2009/10 إلى إرتسغيبيرغه آوه، واحتفل معهم على الصعود للدوري الألماني الدرجة الثانية 2010.
في 19 يناير 2011، انضم إلى فريق SSV Jahn Regensburg من الدرجة الثالثة وأنتقل في نهاية الموسم إلى VfR مانهايم. 

## روابط خارجية
- بشيرو جامبو على موقع الاتحاد الدولي (مؤرشف)  (الإنجليزية)
- بشيرو جامبو على موقع قاعدة بيانات كرة القدم.إي يو (الإنجليزية)
- بشيرو جامبو على موقع بيانات كرة القدم. دي إي (الألمانية)
- بشيرو جامبو على موقع ناشيونال فوتبول تيمز (الإنجليزية)
- بشيرو جامبو على موقع عالم كرة القدم.نت (الإنجليزية)